# Gibraltarstrædet
Gibraltarstrædet (arabisk: مضيق جبل طارق, spansk: Estrecho de Gibraltar) er et smalt farvand, der forbinder Middelhavet med det nordlige Atlanterhav og deler Spanien/Gibraltar fra Marokko. Strædet er 13 km bredt hvor det er smallest. Strædets dybde varierer fra 300 til 900 m.